# Muhammad al-Ahmad
Muhammad al-Ahmad (ur. 1961 w Latakii) – syryjski polityk, od 2016 do 2020 minister kultury.

## Życiorys
W 1983 uzyskał dyplom z literatury angielskiej. W latach 1986–1988 wykładał język angielski w Centrum Nauki i Badań. W latach 2000–2016 był dyrektorem Narodowej Organizacji Filmowej. Od 2016 do 2020 roku pełnił urząd ministra kultury.